# Puchar IBU w biathlonie 2008/2009
1. Puchar IBU rozpoczął się zawodami w szwedzkim Idre. Po raz pierwszy został rozegrany pod nową nazwą, wcześniej był to Puchar Europy. Najważniejszą imprezą sezonu były Mistrzostwa Europy w Ufie. Klasyfikację generalną wygrał Niemiec Christoph Knie oraz Rosjanka Natalja Sokołowa.

## Kobiety

### Wyniki
| 1. Puchar IBU w Idre, 29.11.2008 – 30.11.2008 | 1. Puchar IBU w Idre, 29.11.2008 – 30.11.2008 | 1. Puchar IBU w Idre, 29.11.2008 – 30.11.2008 | 1. Puchar IBU w Idre, 29.11.2008 – 30.11.2008 | 1. Puchar IBU w Idre, 29.11.2008 – 30.11.2008 |
| Data                                          | Konkurencja                                   | miejsce                                       | miejsce                                       | miejsce                                       |
| --------------------------------------------- | --------------------------------------------- | --------------------------------------------- | --------------------------------------------- | --------------------------------------------- |
| 29 listopada 2008                             | Sprint (7,5 km)                               | Éva Tófalvi                                   | Natalia Lewczenkowa                           | Romy Beer                                     |
| 30 listopada 2008                             | Sprint (7,5 km)                               | Juliane Döll                                  | Natalja Sokołowa                              | Anna Kunajewa                                 |

| 2. Puchar IBU w Obertilliach, 13.12.2008 – 14.12.2008 | 2. Puchar IBU w Obertilliach, 13.12.2008 – 14.12.2008 | 2. Puchar IBU w Obertilliach, 13.12.2008 – 14.12.2008 | 2. Puchar IBU w Obertilliach, 13.12.2008 – 14.12.2008 | 2. Puchar IBU w Obertilliach, 13.12.2008 – 14.12.2008 |
| Data                                                  | Konkurencja                                           | miejsce                                               | miejsce                                               | miejsce                                               |
| ----------------------------------------------------- | ----------------------------------------------------- | ----------------------------------------------------- | ----------------------------------------------------- | ----------------------------------------------------- |
| 13 grudnia 2008                                       | Bieg indywidualny (15 km)                             | Romy Beer                                             | Anna Bułygina                                         | Olga Anisimowa                                        |
| 14 grudnia 2008                                       | Sprint (7,5 km)                                       | Anna Bułygina                                         | Romy Beer                                             | Ludmyła Pysarenko                                     |

| 3. Puchar IBU w Martello, 19.12.2008 – 20.12.2008 | 3. Puchar IBU w Martello, 19.12.2008 – 20.12.2008 | 3. Puchar IBU w Martello, 19.12.2008 – 20.12.2008 | 3. Puchar IBU w Martello, 19.12.2008 – 20.12.2008 | 3. Puchar IBU w Martello, 19.12.2008 – 20.12.2008 |
| Data                                              | Konkurencja                                       | miejsce                                           | miejsce                                           | miejsce                                           |
| ------------------------------------------------- | ------------------------------------------------- | ------------------------------------------------- | ------------------------------------------------- | ------------------------------------------------- |
| 19 grudnia 2008                                   | Sprint (7,5 km)                                   | Olga Anisimowa                                    | Juliane Döll                                      | Marine Bolliet                                    |
| 20 grudnia 2008                                   | Bieg pościgowy (10 km)                            | Olga Anisimowa                                    | Juliane Döll                                      | Marine Bolliet                                    |

| 4. Puchar IBU w Altenberg, 10.01.2009 – 11.01.2009 | 4. Puchar IBU w Altenberg, 10.01.2009 – 11.01.2009 | 4. Puchar IBU w Altenberg, 10.01.2009 – 11.01.2009 | 4. Puchar IBU w Altenberg, 10.01.2009 – 11.01.2009 | 4. Puchar IBU w Altenberg, 10.01.2009 – 11.01.2009 |
| Data                                               | Konkurencja                                        | miejsce                                            | miejsce                                            | miejsce                                            |
| -------------------------------------------------- | -------------------------------------------------- | -------------------------------------------------- | -------------------------------------------------- | -------------------------------------------------- |
| 10 stycznia 2009                                   | Bieg indywidualny (15 km)                          | Romy Beer                                          | Anne Preußler                                      | Ludmyła Pysarenko                                  |
| 11 stycznia 2009                                   | Sprint (7,5 km)                                    | Juliane Döll                                       | Natalja Sokołowa                                   | Madara Līduma                                      |

| 5. Puchar IBU w Nové Město, 16.01.2009 – 17.01.2009 | 5. Puchar IBU w Nové Město, 16.01.2009 – 17.01.2009 | 5. Puchar IBU w Nové Město, 16.01.2009 – 17.01.2009 | 5. Puchar IBU w Nové Město, 16.01.2009 – 17.01.2009 | 5. Puchar IBU w Nové Město, 16.01.2009 – 17.01.2009 |
| Data                                                | Konkurencja                                         | miejsce                                             | miejsce                                             | miejsce                                             |
| --------------------------------------------------- | --------------------------------------------------- | --------------------------------------------------- | --------------------------------------------------- | --------------------------------------------------- |
| 16 stycznia 2009                                    | Sprint (7,5 km)                                     | Iris Schwabl                                        | Romy Beer                                           | Natalja Sokołowa                                    |
| 17 stycznia 2009                                    | Bieg pościgowy (10 km)                              | Natalja Sokołowa                                    | Iris Schwabl                                        | Susann König                                        |

| 6. Puchar IBU w Osrblie, 7.02.2009 – 8.02.2009 | 6. Puchar IBU w Osrblie, 7.02.2009 – 8.02.2009 | 6. Puchar IBU w Osrblie, 7.02.2009 – 8.02.2009 | 6. Puchar IBU w Osrblie, 7.02.2009 – 8.02.2009 | 6. Puchar IBU w Osrblie, 7.02.2009 – 8.02.2009 |
| Data                                           | Konkurencja                                    | miejsce                                        | miejsce                                        | miejsce                                        |
| ---------------------------------------------- | ---------------------------------------------- | ---------------------------------------------- | ---------------------------------------------- | ---------------------------------------------- |
| 7 lutego 2009                                  | Bieg indywidualny (15 km)                      | Tina Bachmann                                  | Juliane Döll                                   | Olga Anisimowa                                 |
| 8 lutego 2009                                  | Sprint (7,5 km)                                | Tina Bachmann                                  | Juliane Döll                                   | Kari Henneseid Eie                             |

| 7. Puchar IBU w Bansko, 13.02.2009 – 14.02.2009 | 7. Puchar IBU w Bansko, 13.02.2009 – 14.02.2009 | 7. Puchar IBU w Bansko, 13.02.2009 – 14.02.2009 | 7. Puchar IBU w Bansko, 13.02.2009 – 14.02.2009 | 7. Puchar IBU w Bansko, 13.02.2009 – 14.02.2009 |
| Data                                            | Konkurencja                                     | miejsce                                         | miejsce                                         | miejsce                                         |
| ----------------------------------------------- | ----------------------------------------------- | ----------------------------------------------- | ----------------------------------------------- | ----------------------------------------------- |
| 13 lutego 2009                                  | Sprint (7,5 km)                                 | Natalja Sokołowa                                | Olga Anisimowa                                  | Jewgienija Krawcowa                             |
| 14 lutego 2009                                  | Bieg pościgowy (10 km)                          | Natalja Sokołowa                                | Olga Anisimowa                                  | Jewgienija Krawcowa                             |

| Mistrzostwa Europy w biathlonie w Ufa 28.02.2009 – 4 marca 209 |

| 8. Puchar IBU w Ridnaun, 11.03.2009 – 14.03.2009 | 8. Puchar IBU w Ridnaun, 11.03.2009 – 14.03.2009 | 8. Puchar IBU w Ridnaun, 11.03.2009 – 14.03.2009 | 8. Puchar IBU w Ridnaun, 11.03.2009 – 14.03.2009 | 8. Puchar IBU w Ridnaun, 11.03.2009 – 14.03.2009 |
| Data                                             | Konkurencja                                      | miejsce                                          | miejsce                                          | miejsce                                          |
| ------------------------------------------------ | ------------------------------------------------ | ------------------------------------------------ | ------------------------------------------------ | ------------------------------------------------ |
| 11 marca 2009                                    | Bieg indywidualny (15 km)                        | Natalja Sokołowa                                 | Anne Preußler                                    | Barbara Ertl                                     |
| 13 marca 2009                                    | Sprint (7,5 km)                                  | Sabrina Buchholz                                 | Natalja Sokołowa                                 | Marine Bolliet                                   |
| 14 marca 2009                                    | Bieg pościgowy (10 km)                           | Natalja Sokołowa                                 | Sabrina Buchholz                                 | Marine Bolliet                                   |

### Klasyfikacje
| Miejsce | Imię                | Punkty |
| ------- | ------------------- | ------ |
| 1       | Natalja Sokołowa    | 673    |
| 2       | Juliane Döll        | 563    |
| 3.      | Romy Beer           | 537    |
| 4.      | Olga Anisimowa      | 489    |
| 5       | Jewgienija Krawcowa | 451    |
| 6       | Carolin Hennecke    | 410    |
| 7       | Susann König        | 343    |
| 8       | Anne Preußler       | 326    |
| 9       | Jekatierina Jurłowa | 272    |
| 10      | Karin Oberhofer     | 259    |

| Miejsce | Imię                    | Punkty |
| ------- | ----------------------- | ------ |
| 11      | Sabrina Buchholz        | 235    |
| 12      | Iris Schwabl            | 235    |
| 13      | Marine Rougeot          | 214    |
| 14      | Miroslava Špácová       | 214    |
| 15      | Tina Bachmann           | 213    |
| 16      | Vide Ravnsborg Gurigard | 211    |
| 17      | Jori Mørkve             | 207    |
| 18      | Marine Bolliet          | 202    |
| 19      | Barbara Ertl            | 202    |
| 20      | Ludmyła Pysarenko       | 177    |

| Miejsce | Imię                | Punkty |
| ------- | ------------------- | ------ |
| 1       | Romy Beer           | 154    |
| 2       | Natalja Sokołowa    | 146    |
| 3.      | Anne Preußler       | 137    |
| 4.      | Juliane Döll        | 135    |
| 5.      | Olga Anisimowa      | 122    |
| 6.      | Jewgienija Krawcowa | 96     |
| 7       | Karin Oberhofer     | 91     |
| 8       | Barbara Ertl        | 84     |
| 9       | Ludmyła Pysarenko   | 84     |
| 10      | Carolin Hennecke    | 74     |

| Miejsce | Imię                | Punkty |
| ------- | ------------------- | ------ |
| 1       | Natalja Sokołowa    | 347    |
| 2       | Juliane Döll        | 331    |
| 3.      | Romy Beer           | 275    |
| 4.      | Jewgienija Krawcowa | 244    |
| 5.      | Carolin Hennecke    | 230    |
| 6..     | Olga Anisimowa      | 225    |
| 7       | Susann König        | 202    |
| 8       | Jekatierina Jurłowa | 151    |
| 9       | Tina Bachmann       | 130    |
| 10      | Miroslava Špácová   | 128    |

| Miejsce | Imię                | Punkty |
| ------- | ------------------- | ------ |
| 1       | Natalja Sokołowa    | 180    |
| 2       | Jewgienija Krawcowa | 142    |
| 3.      | Olga Anisimowa      | 111    |
| 4.      | Romy Beer           | 108    |
| 5       | Carolin Hennecke    | 106    |
| 6       | Juliane Döll        | 97     |
| 7       | Sabrina Buchholz    | 94     |
| 8       | Marine Bolliet      | 91     |
| 9       | Susann König        | 84     |
| 10      | Karin Oberhofer     | 84     |

| Miejsce | Imię            | Punkty |
| ------- | --------------- | ------ |
| 1       | Rosja           | 5500   |
| 2       | Niemcy          | 4972   |
| 3.      | Bułgaria        | 4026   |
| 4.      | Czechy          | 3170   |
| 5       | Polska          | 2759   |
| 6       | Norwegia        | 2691   |
| 7       | Francja         | 2671   |
| 8       | Włochy          | 2643   |
| 9       | Wielka Brytania | 2400   |
| 10      | Węgry           | 2296   |

## Mężczyźni

### Wyniki
| 1. Puchar IBU w Idre, 29.11.2008 – 30.11.2008 | 1. Puchar IBU w Idre, 29.11.2008 – 30.11.2008 | 1. Puchar IBU w Idre, 29.11.2008 – 30.11.2008 | 1. Puchar IBU w Idre, 29.11.2008 – 30.11.2008 | 1. Puchar IBU w Idre, 29.11.2008 – 30.11.2008 |
| Data                                          | Konkurencja                                   | miejsce                                       | miejsce                                       | miejsce                                       |
| --------------------------------------------- | --------------------------------------------- | --------------------------------------------- | --------------------------------------------- | --------------------------------------------- |
| 29 listopada 2008                             | Sprint (10 km)                                | Simon Hallenbarter                            | Rustam Waliullin                              | Hans Martin Gjedrem                           |
| 30 listopada 2008                             | Sprint (10 km)                                | Carsten Pump                                  | Rune Brattsveen                               | Stian Eckhoff                                 |

| 2. Puchar IBU w Obertilliach, 13.12.2008 – 14.12.2008 | 2. Puchar IBU w Obertilliach, 13.12.2008 – 14.12.2008 | 2. Puchar IBU w Obertilliach, 13.12.2008 – 14.12.2008 | 2. Puchar IBU w Obertilliach, 13.12.2008 – 14.12.2008 | 2. Puchar IBU w Obertilliach, 13.12.2008 – 14.12.2008 |
| Data                                                  | Konkurencja                                           | miejsce                                               | miejsce                                               | miejsce                                               |
| ----------------------------------------------------- | ----------------------------------------------------- | ----------------------------------------------------- | ----------------------------------------------------- | ----------------------------------------------------- |
| 13 grudnia 2008                                       | Bieg indywidualny (20 km)                             | Lars Berger                                           | Martin Fourcade                                       | Hans Martin Gjedrem                                   |
| 14 grudnia 2008                                       | Sprint (10 km)                                        | Hans Martin Gjedrem                                   | Lars Berger                                           | Arnd Peiffer                                          |

| 3. Puchar IBU w Martello, 19.12.2008 – 20.12.2008 | 3. Puchar IBU w Martello, 19.12.2008 – 20.12.2008 | 3. Puchar IBU w Martello, 19.12.2008 – 20.12.2008 | 3. Puchar IBU w Martello, 19.12.2008 – 20.12.2008 | 3. Puchar IBU w Martello, 19.12.2008 – 20.12.2008 |
| Data                                              | Konkurencja                                       | miejsce                                           | miejsce                                           | miejsce                                           |
| ------------------------------------------------- | ------------------------------------------------- | ------------------------------------------------- | ------------------------------------------------- | ------------------------------------------------- |
| 19 grudnia 2008                                   | Sprint (10 km)                                    | Jewgienij Ustiugow                                | Frode Andresen                                    | Arnd Peiffer                                      |
| 20 grudnia 2008                                   | Bieg pościgowy (12,5 km)                          | Frode Andresen                                    | Daniel Böhm                                       | Anton Szypulin                                    |

| 4. Puchar IBU w Altenberg, 10.01.2009 – 11.01.2009 | 4. Puchar IBU w Altenberg, 10.01.2009 – 11.01.2009 | 4. Puchar IBU w Altenberg, 10.01.2009 – 11.01.2009 | 4. Puchar IBU w Altenberg, 10.01.2009 – 11.01.2009 | 4. Puchar IBU w Altenberg, 10.01.2009 – 11.01.2009 |
| Data                                               | Konkurencja                                        | miejsce                                            | miejsce                                            | miejsce                                            |
| -------------------------------------------------- | -------------------------------------------------- | -------------------------------------------------- | -------------------------------------------------- | -------------------------------------------------- |
| 10 stycznia 2009                                   | Bieg indywidualny (20 km)                          | Frode Andresen                                     | Siergiej Bałandin                                  | Norbert Schiller                                   |
| 11 stycznia 2009                                   | Sprint (10 km)                                     | Artiom Gusiew                                      | Mattia Cola                                        | Florian Graf                                       |

| 5. Puchar IBU w Nové Město, 16.01.2009 – 17.01.2009 | 5. Puchar IBU w Nové Město, 16.01.2009 – 17.01.2009 | 5. Puchar IBU w Nové Město, 16.01.2009 – 17.01.2009 | 5. Puchar IBU w Nové Město, 16.01.2009 – 17.01.2009 | 5. Puchar IBU w Nové Město, 16.01.2009 – 17.01.2009 |
| Data                                                | Konkurencja                                         | miejsce                                             | miejsce                                             | miejsce                                             |
| --------------------------------------------------- | --------------------------------------------------- | --------------------------------------------------- | --------------------------------------------------- | --------------------------------------------------- |
| 16 stycznia 2009                                    | Sprint (10 km)                                      | Hans Martin Gjedrem                                 | Christoph Knie                                      | Daniel Graf                                         |
| 17 stycznia 2009                                    | Bieg pościgowy (12,5 km)                            | Hans Martin Gjedrem                                 | Christoph Knie                                      | Rune Brattsveen                                     |

| 6. Puchar IBU w Osrblie, 7.02.2009 – 8.02.2009 | 6. Puchar IBU w Osrblie, 7.02.2009 – 8.02.2009 | 6. Puchar IBU w Osrblie, 7.02.2009 – 8.02.2009 | 6. Puchar IBU w Osrblie, 7.02.2009 – 8.02.2009 | 6. Puchar IBU w Osrblie, 7.02.2009 – 8.02.2009 |
| Data                                           | Konkurencja                                    | miejsce                                        | miejsce                                        | miejsce                                        |
| ---------------------------------------------- | ---------------------------------------------- | ---------------------------------------------- | ---------------------------------------------- | ---------------------------------------------- |
| 7 lutego 2009                                  | Bieg indywidualny (20 km)                      | Hans Martin Gjedrem                            | Ondřej Moravec                                 | Frode Andresen                                 |
| 8 lutego 2009                                  | Sprint (10 km)                                 | Hans Martin Gjedrem                            | Frode Andresen                                 | Ondřej Moravec                                 |

| 7. Puchar IBU w Bansko, 13.02.2009 – 14.02.2009 | 7. Puchar IBU w Bansko, 13.02.2009 – 14.02.2009 | 7. Puchar IBU w Bansko, 13.02.2009 – 14.02.2009 | 7. Puchar IBU w Bansko, 13.02.2009 – 14.02.2009 | 7. Puchar IBU w Bansko, 13.02.2009 – 14.02.2009 |
| Data                                            | Konkurencja                                     | miejsce                                         | miejsce                                         | miejsce                                         |
| ----------------------------------------------- | ----------------------------------------------- | ----------------------------------------------- | ----------------------------------------------- | ----------------------------------------------- |
| 13 lutego 2009                                  | Sprint (10 km)                                  | Andriej Prokunin                                | Pawieł Korostielew                              | Mirosław Kenanow                                |
| 14 lutego 2009                                  | Bieg pościgowy (12,5 km)                        | Andriej Prokunin                                | Pawieł Korostielew                              | Martin Otčenáš                                  |

| Mistrzostwa Europy w biathlonie w Ufa 28.02.2009 – 4 marca 209 |

| 8. Puchar IBU w Ridnaun, 11.03.2009 – 14.03.2009 | 8. Puchar IBU w Ridnaun, 11.03.2009 – 14.03.2009 | 8. Puchar IBU w Ridnaun, 11.03.2009 – 14.03.2009 | 8. Puchar IBU w Ridnaun, 11.03.2009 – 14.03.2009 | 8. Puchar IBU w Ridnaun, 11.03.2009 – 14.03.2009 |
| Data                                             | Konkurencja                                      | miejsce                                          | miejsce                                          | miejsce                                          |
| ------------------------------------------------ | ------------------------------------------------ | ------------------------------------------------ | ------------------------------------------------ | ------------------------------------------------ |
| 11 marca 2009                                    | Bieg indywidualny (20 km)                        | Erik Lesser                                      | Norbert Schiller                                 | Carsten Pump                                     |
| 13 marca 2009                                    | Sprint (10 km)                                   | Erik Lesser                                      | Michael Reiter                                   | Jaime Robb                                       |
| 14 marca 2009                                    | Bieg pościgowy (12,5 km)                         | Erik Lesser                                      | Alexander Nuss                                   | Carsten Pump                                     |

### Klasyfikacje
| Miejsce | Imię                 | Punkty |
| ------- | -------------------- | ------ |
| 1       | Christoph Knie       | 457    |
| 2       | Hans Martin Gjedrem  | 436    |
| 3.      | Carsten Pump         | 384    |
| 4.      | Rune Brattsveen      | 370    |
| 5       | Frode Andresen       | 361    |
| 6       | Alexander Nuss       | 347    |
| 7       | Artiom Gusiew        | 342    |
| 8       | Robert Wick          | 330    |
| 9       | Norbert Schiller     | 324    |
| 10      | Jon Kristian Svaland | 323    |

| Miejsce | Imię              | Punkty |
| ------- | ----------------- | ------ |
| 11      | Andriej Prokunin  | 278    |
| 12      | Daniel Böhm       | 275    |
| 13      | Paweł Korostielew | 250    |
| 14      | Andreas Schwabl   | 237    |
| 15      | Michael Hauser    | 236    |
| 16      | Tanguy Roche      | 228    |
| 17      | Vincent Porret    | 227    |
| 18      | Arnd Peiffer      | 223    |
| 19      | Stian Eckhoff     | 222    |
| 20      | Frédéric Jean     | 208    |

| Miejsce | Imię                 | Punkty |
| ------- | -------------------- | ------ |
| 1       | Norbert Schiller     | 145    |
| 2       | Hans Martin Gjedrem  | 108    |
| 3.      | Frode Andresen       | 108    |
| 4.      | Alexander Nuss       | 100    |
| 5       | Christoph Knie       | 100    |
| 6       | Andreas Schwabl      | 92     |
| 7       | Rune Brattsveen      | 89     |
| 8       | Carsten Pump         | 85     |
| 9       | Artiom Gusiew        | 82     |
| 10      | Jon Kristian Svaland | 78     |

| Miejsce | Imię                 | Punkty |
| ------- | -------------------- | ------ |
| 1       | Hans Martin Gjedrem  | 268    |
| 2       | Christoph Knie       | 245    |
| 3.      | Rune Brattsveen      | 233    |
| 4.      | Carsten Pump         | 220    |
| 5       | Artiom Gusiew        | 198    |
| 6       | Frode Andresen       | 193    |
| 7       | Jon Kristian Svaland | 192    |
| 8       | Daniel Böhm          | 166    |
| 9       | Stian Eckhoff        | 164    |
| 10      | Robert Wick          | 158    |

| Miejsce | Imię              | Punkty |
| ------- | ----------------- | ------ |
| 1       | Alexander Nuss    | 101    |
| 2       | Robert Wick       | 95     |
| 3.      | Andriej Prokunin  | 94     |
| 4.      | Christoph Knie    | 92     |
| 5       | Tanguy Roche      | 85     |
| 6       | Daniel Böhm       | 83     |
| 7       | Carsten Pump      | 79     |
| 8       | Norbert Schiller  | 78     |
| 9       | Vincent Porret    | 77     |
| 10      | Paweł Korostielew | 75     |

| Miejsce | Kraj     | Punkty |
| ------- | -------- | ------ |
| 1       | Niemcy   | 5005   |
| 2       | Rosja    | 4802   |
| 3.      | Norwegia | 4300   |
| 4.      | Austria  | 3785   |
| 5       | Bułgaria | 3468   |
| 6       | Czechy   | 3118   |
| 7       | Słowacja | 2924   |
| 8       | Francja  | 2714   |
| 9       | Polska   | 2660   |
| 10      | Włochy   | 2630   |

### Wyniki Polaków
| Zawodnik        | Idre 29.11 | Idre 30.11 | Obertilliach 13.12 | Obertilliach 14.12 | Martello 19.12 | Martello 20.12 | Altenberg 10.01 | Altenberg 11.01 | Nové Město 16.01 | Nové Město 17.01 | Osrblie 7.02 | Osrblie 8.02 | Bansko 13.02 | Bansko 14.02 | Martello 11.03 | Martello 13.03 | Martello 14.03 |
| G. Bril         | –          | –          | 66                 | 97                 | 62             | –              | 84              | 65              | 44               | 44               | 40           | 30           | –            | –            | –              | –              | –              |
| M. Kobus        | –          | –          | 42                 | 55                 | 50             | 37             | 73              | DNF             | 26               | 39               | 12           | 13           | –            | –            | –              | –              | –              |
| A. Kwak         | 35         | –          | –                  | –                  | –              | –              | –               | –               | –                | –                | –            | –            | –            | –            | –              | –              | –              |
| M. Leja         | –          | –          | 65                 | 95                 | 73             | –              | 78              | 80              | 37               | 41               | 36           | 32           | –            | –            | –              | –              | –              |
| R. Lepel        | –          | –          | –                  | 104                | –              | –              | –               | –               | –                | –                | –            | –            | –            | –            | –              | –              | –              |
| W. Maryniarczyk | –          | –          | –                  | 94                 | 67             | –              | 51              | 77              | 70               | –                | –            | –            | –            | –            | –              | –              | –              |
| K. Pływaczyk    | –          | –          | –                  | –                  | –              | –              | 37              | 34              | –                | –                | –            | –            | –            | –            | –              | –              | –              |
| T. Puda         | 75         | –          | –                  | –                  | –              | –              | –               | –               | 58               | 47               | 25           | 33           | –            | –            | –              | –              | –              |
| Ł. Słonina      | –          | –          | 71                 | –                  | –              | –              | –               | –               | –                | –                | –            | –            | –            | –            | –              | –              | –              |
| Ł. Szczurek     | 54         | –          | –                  | –                  | –              | –              | –               | –               | –                | –                | –            | –            | –            | –            | –              | –              | –              |
| Ł. Witek        | –          | –          | 56                 | 58                 | 37             | 33             | 68              | 37              | DSQ              | –                | 22           | 25           | –            | –            | –              | –              | –              |
| S. Witek        | –          | –          | 57                 | 40                 | –              | –              | –               | –               | –                | –                | –            | –            | –            | –            | –              | –              | –              |